# TPS Star
TPS Star fue un canal de télévisión francesa. Estaba disponible en la TDT de pago en Francia desde 2005. Estaba disponible en la TDT Premium, en el  satélite, en el cable y en el ADSL.

## Audiencias
El canal tenía 0,2% de audiencia media en el satélite, en el cable y en el ADSL.
- Datos: Q252964